# Antonina Zachara-Wnękowa
Antonia Zachara-Wnękowa (ur. 16 czerwca 1894 w Olszówce, zm. 13 lutego 1984) – polska poetka.

## Życiorys
Antonina była ósmym dzieckiem państwa Zacharów. Z siostrą Julią napisała pierwszą baśń Wigilijna jodełka. Po wyjściu siostry za mąż wyjeżdża z nią na Litwę, gdzie przygotowuje się do gimnazjum. W 1914 roku zdała z odznaczeniem egzamin dojrzałości w Prywatnym Gimnazjum Żeńskim Heleny Strażyńskiej w Krakowie. Podczas wojny zajmowała się rannymi w szpitalu w Smoleńsku.
W 1920 roku rozpoczęła studia na Uniwersytecie Stefana Batorego w Wilnie. Wybuch wojny polsko-bolszewickiej zmusza ją do powrotu do Rabki. W 1922 wychodzi za mąż za sąsiada Józefa Wnęka. Gdy w 1924 roku umiera na zapalenie płuc ich niespełna roczny synek wyjeżdżają na Łotwę, gdzie Antonina pracuje jako nauczycielka. Tam powstaje pierwszy tomik poezji Malwy wydany w 1925 roku oraz dramat nawiązujący do powstania listopadowego Nieznany żołnierz wydany w 1930 roku. Przed wybuchem II wojny światowej Wnękowie wrócili do Rabki gdzie Antonina zajmowała się wychowywaniem córki Basi, a on pracował w kiosku z książkami. Mieszkali w rodzinnym domu przy ul Kilińskiego, który nosił nazwę Trzmiel i spłonął w styczniu 2012 roku.
W latach 1960–1980 wiersze poetki ukazywały się w różnych czasopismach, między innymi w Dzienniku Polskim, Wieściach, Kulturze i innych oraz w Antologii Współczesnej Poezji Ludowej. W 1980 roku nakładem Ludowej Spółdzielni Wydawniczej ukazał się zbiór jej baśni zatytułowany Baśnie spod Gorców. W 1976 Antonina Zachara-Wnękowa została honorowym członkiem Związku Podhalan.
Poetka zmarła 13 lutego 1984 roku. Góralski pogrzeb poetki zgromadził z całego Podhala wielbicieli jej poezji.

## Nagrody
W 1978 roku została laureatką VII edycji Nagrody Artystycznej im. Jana Pocka w kategorii pisarstwo. Nagroda był przyznawana w latach 1972–1989 z inicjatywy i funduszy czasopisma Chłopska Droga.

## Upamiętnienie
- W czerwcu 2018 odsłonięto w parku Zdrojowym w Rabce ławeczkę Antoniny Zachary-Wnękowej z jej figurą naturalnej wielkości[6]. Autorem pomnika poetki jest rzeźbiarz Piotr Bies[7].

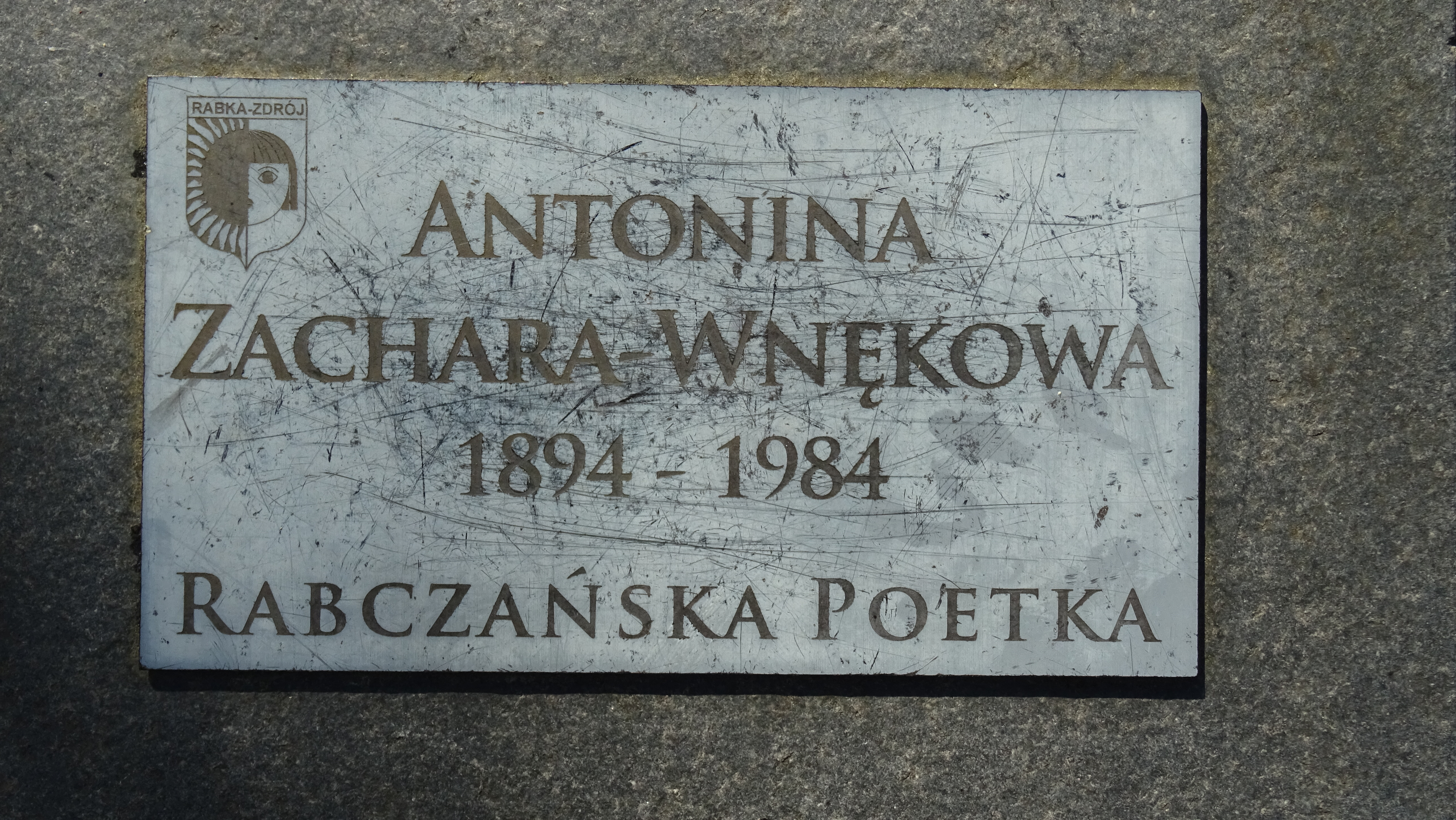
Tabliczka przy ławeczce poetki w rabczańskim parku

- W pierwszą rocznicę śmierci poetki Urząd Miasta Rabka-Zdrój i Gminy ufundował tablicę pamiątkową na jej domu, a w 1999 roku Szkole w Ponicach nadano imię Antoniny Zachary-Wnękowej[8].
- W 2008 roku komisja w składzie: ks. Józef Kapcia, Maria Wawryków, Wojciech Kusiak i Zbigniew Kopytek wybrała 99 utworów, które opublikowano w nakładzie 1000 egzemplarzy w książce Czy znasz kwiaty.... Książkę wydało Muzeum im. Władysława Orkana w Rabce-Zdroju, a wydanie sfinansowali burmistrz miasta i gminy Rabka-Zdrój, Fundacja Rozwoju Regionu Rabka oraz proboszcz parafii św. Teresy[9].
- W 2011 roku ukazały się wspomnienia poetki w opracowaniu Anny Mlekodaj Jak żyć, żeby nie umrzeć?...[10]
- Od 1985 roku w Rabce jest organizowany Konkurs Recytatorski im. A. Zachary–Wnękowej. Biorący w nim udział uczniowie szkół podstawkowych i gimnazjalnych muszą zaprezentować dwa utwory poetów związanych z Podhalem, w tym jeden Zachary–Wnękowej[11][12].

## Twórczość
- Baśnie spod Gorców Warszawa 1980 (zawiera: Baśń o źródle, Baśń o jodełce, Baśń i Nowym Roku, Bałwan, Za wierną przyjaźń, Jak szedł Franuś w dzikie strony do mieszkania dziwożony, Podarunek dziadka leśnego, Parszywe kozy, Bogini złości, Baśń o Babie Jadze, sowie, kruku i kocie, Baśń o Luboniu)[12][13].
- Wiersze zebrane 2000[12]
- Czy znasz kwiaty z mojego ogrodu? Rabka 2008[9][14]
- Moje baśnie Rabka 2015[1]